# 下田麻美の超ラジ!Girls
『Voice of A&G Digital 下田麻美の超ラジ!Girls』（しもだあさみのちょうラジガールズ）は、2008年10月6日から2010年9月27日まで超!A&G+「Voice of A&G Digital 超ラジ!Girls」枠内で放送された文化放送制作によるラジオ番組。パーソナリティは下田麻美。

## 放送概要
2008年9月29日で終了した『豊崎愛生の超ラジ!Girls』の後を受けて放送がスタート。
この番組の第1回放送が、ちょうど超!A&G+の簡易動画放送スタートとなり、パーソナリティーの様子も動画で放送された。2010年9月で超ラジ!枠が終了となり、この番組も9月27日が最終回となった。
メインパーソナリティ
下田麻美（愛称：あさぽん）
放送時間
2008年10月6日 - 2009年3月30日
本放送：月曜日 17:00 - 18:00（リピート放送：火曜日 7:00 - 8:00、土曜日 17:00 - 18:00）
2009年4月6日 - 2010年9月27日
本放送：月曜日 18:00 - 19:00（リピート放送：月曜日 25:00 - 26:00、火曜日 8:00 - 9:00、13:00 - 14:00、日曜日 12:00 - 13:00）

## 番組の特徴
- 番組独自の挨拶は原則として「ぽんにちは〜」もしくは「ぽんばんは〜」を使用する。使用する頻度は日照時間によって異なり、日の入の時間が最も遅い5月から10月頃は「ぽんにちは〜」、日の入の時間が最も早い11月から4月頃は「ぽんばんは〜」を用いる。
  - また、季節によって挨拶を変更する事がある。
    - 2009年12月の1か月間は「しわっす!」を使っていた。
    - 2010年1月の放送では「トラーッス」を使っていた。
- 月曜が祝日（ハッピーマンデー）の場合、「ハッピーポンデー」として、祝日特別コーナーを行っている。

## コーナー
ブラシモリ
2010年4月12日放送分から登場したコーナー。内容は、事前に下田麻美自ら録音した素材をもとに、その時のエピソード等を下田自らが語ると言うもの。初回は、下田の自宅から自身が普段聴いている「iTunes」の音源を少しだけ聴かせると言うものだった。コーナータイトルの由来は、下田が見ていたNHKのテレビ番組『ブラタモリ』に由来する。
メールテーマのコーナー
毎週ごとメールテーマを決めて、リスナーからのメールを紹介するコーナー。
ボイスロイドあさぽん
下田麻美に言ってもらいたいセリフを募集して読み上げるコーナー。番組では「紳士による紳士のためのコーナー」と言われている。
下田家家訓
リスナーから寄せられたお題のシチュエーション時にふさわしい「下田家家訓」を紹介。最優秀賞に選ばれた家訓は「下田家家訓」として登録される。
港区下田裁判所
リスナーから寄せられた「有罪」か「無罪」か微妙な事件に対する意見を募り、最終的な判決を下田裁判長が下す。
みのぽんたのおもいッきり生電話
祝日にコーナーを休止して行う特設コーナー。リスナーと電話をつないで悩み相談に答える。
麻美のことば
毎回あるテーマでフリートークを繰り広げる。後に「ブラシモリ」のコーナーに継承。
混ぜ混ぜスジャータ
スジャータの美味しい組み合わせを追求し、下田のコーヒーへの苦手意識を克服していくコーナー。
港区立下田小学校
小学生レベルの常識問題や記録などに挑戦していくコーナー。
ミスター麻っ子（あさっこ）!美味しいよ!
リスナーが苦手な食べ物をどうやったら好きになれるか、下田が解決するコーナー。
替え歌ステーション
下田扮するシモリによるMCのもと、募集した替え歌を披露していくコーナー。発想自体は『タモリ倶楽部』のコーナー「空耳アワー」（第1回 2008年10月4日放送分より）。また、コーナー用BGMには『ミュージックステーション』のオープニングテーマ「#1090 〜Thousand Dreams〜」が使用されている。
港区立下田中学校
中学校レベルの常識問題や記録などに挑戦していくコーナー。以前は「港区立下田小学校」だったが中学校にレベルアップした。
2009年8月10日の公開生放送で「卒業試験」として、九九逆暗証に再挑戦したが失敗し、強制退学となった。
新世紀モノマネ伝・北斗のぽん
リスナーから寄せられた「だれだれカード」と「なになにカード」をくじによりランダムに組み合わせたお題に、下田が挑戦する

## ゲスト
- #10（2008年12月8日） - 若林直美
- #17（2009年1月26日） - 中村繪里子
- #18（2009年2月2日） - 阿澄佳奈
- #23（2009年3月9日） - 長谷川明子
- #24（2009年3月16日） - サイキックラバー
- #29（2009年4月20日） - 高垣彩陽
- #33（2009年5月18日） - 串田アキラ
- #42（2009年7月20日） - 長谷川明子
- #43（2009年7月27日） - 三瓶由布子
- #49（2009年9月7日） - 中村繪里子
- #52（2009年9月28日） - MAKO
- #66（2010年1月4日） - 沼倉愛美
- #73（2010年2月22日） - Takashi（Birth Entertainment）、山本美紀子、椛本幸
- #88（2010年6月7日） - 中村繪里子
- #91（2010年6月28日） - 劇団「あかぺら倶楽部」（大西健晴、吉田智則）
- #92（2010年7月5日） - 長谷川明子
- #95（2010年7月26日） - angela
- #100（2010年8月30日） - 浅倉杏美
- #102（2010年9月13日） - ゲッターズ飯田

## エピソード
2008年
- 11月24日の第8回放送分は前々日のLIVE 5pb.のイベントと前日のまんだらけ名古屋店主催のイベントで力を使い果たし、喉を潰してしまったので「下田麻男の超ラジ!Girls」となり、「ボイスロイドアサポン」のコーナーを急遽休止してその代わり1回限りの「ボイスロイドアサオ」を放送していた。また、この日の「港区立下田小学校」も散々な結果だった。なお、そうした事情から「替え歌ステーション」もシモリさんの部分のみ登場し、本編は翌週へ持ち越しとなった。この日の放送分の番組ブログには「下田麻男の超ラジ!Boys」と書かれている。
- 10月6日の第1回放送分において、1曲目でCDの音にノイズが乗ってしまったため、直後に仕切り直しでもう1度曲紹介をして曲を流し直すというトラブルがあった[2]。
- 超ラジ!Girlsでは、番組冒頭や曲中に「超ラジ!Girls」のロゴが書かれた静止画、あるいは、『らぶたま〜I love egg』のキャラクターが画面に表示されることがある。月曜放送分では、本来であれば下田が声を担当する「あくたま」を表示するべき所だが、前述のトラブルの際には画面は「ベリたま」（井口裕香担当）が誤って表示されていた。
- 12月1日の第9回放送分から、番組冒頭のタイトルコール時・曲中・コーナーのタイトルコール時には、「下田麻美の超ラジ!Girls放送中!」「ボイスロイド アサポン」「港区立 下田小学校」「替え歌Station生放送中!」の4枚の本人直筆のイラスト付きフリップが表示されるようになった。ちなみに「右手左手のおまじない」「まぜまぜスジャータ」のフリップは無い。
- これにより、これまで曲中に使われる映像として多用されていた「あくたま」のアニメーションは番組冒頭の10数秒で使われるのみとなってしまった。
- 12月15日の第11回放送分以降下田がちょっとしたミスを起こした場合、第10回のゲストで登場した若林直美の「こらっ!麻美!!」というお説教コールがかかってくるシステムとなっている。

2009年
- この年の放送より、月曜日が祝日の場合は「港区立下田小学校」は臨時休校となり、代わりにスペシャル企画が放送されるようになっている。
- 1月26日の第17回放送分では、「えりりん」と称して中村繪里子が登場し、サプライズで下田のお誕生日を祝う場面があり、中村の替え歌に合わせて番組スタッフが誕生日ケーキを持ってきて、「あさぽん、お誕生日おめでとう!!」とお祝いしていた[3]。
- 2月16日の第20回放送から「ネオあさぽんの超ラジ!Girls」としてコーナーが一新された。
- 8月10日に行った公開生放送で8月以降の新コーナーの発表、提案がなされ「替え歌ステーション」が終了し「世紀末モノマネ伝説（現：新世紀モノマネ伝・北斗のポン）」に、「港区立下田中学校」が終了し「港区下田裁判所」に変更となった。また、「ボイスロイドあさぽん」と「下田家格言大全集（現：下田家 家訓）」のどちらのコーナーをやってほしいかリスナーから意見を募集した。その結果いずれのコーナーも「やってほしい」という意見が多かったため、週替わりで行うこととなった。
- さらに、11月9日より下田とスタッフの意向で、リスナーからのメールを多く読むため、「北斗のポン」も週替わりコーナーとなった。

2010年
- 1月4日は録音放送。
- 最近の傾向として下田が幼少の頃に聴いていた、いわゆる「懐メロ」を番組の随所に掛ける事がある[4]。
- 8月9日第97回と8月16日第98回の2週に渡って、中学生の時に書かれた未完の小説「ミラクルに恋したい!」が、作者下田本人の朗読により放送された。なお、同時期に描かれた登場キャラクターのイラストも同時に披露された。
- 8月30日の第100回放送では、放送100回を記念して佐久間紅美、中村繪里子、本多陽子、浅倉杏美と5人でバーベキューを行った模様が放送され、参加した浅倉杏美がスタジオゲストとして登場した。

2014年
- 10月7日放送の「A&G NEXT GENERATION Lady Go!!」に下田がゲスト出演した際、最初の5分間を「下田麻美の超ラジ!Girls」第105回として放送し、「超ラジ!Girls」のフラッシュアニメーションと共に「7ブンノ5デイズ」が流れるという「超ラジ!Girls」のOPから始まった。「Lady Go!!」火曜日パーソナティの小松未可子が出た所で夢オチという形で番組を終わらせ、「小松未可子のLady Go!!」として改めて番組が始まった。「Lady Go!!」の中でも超ラジ!Girlsの思い出をトークしたり、「Girls」水曜日のパーソナリティであった三瓶由布子の出産に触れたり、また「マザーミカコ」のコーナーでは「Girls」のEDだった「メジルシは君さ」が流れたりした。

## 特番による休止
日曜日のリピート放送は特別番組により放送が休止されることがあった。
- 2009年10月18日放送分は「超ラジ!Girlsスペシャルin JAM2009」のスペシャルステージの生中継特番（12:00 - 15:00動画つき生放送）のため放送休止。
- 2010年3月28日放送分は「東京国際アニメフェア2010超!ステーションスペシャル」の生中継特番（10:00 - 17:30）のため放送休止。
- 2010年8月1日も「創立30周年〜8月1日は81プロデュースの日!スペシャル」の生放送特番（12:00 - 19:00）のため放送休止。

## 関連番組
下田麻美の超ラジ!Girls あさぽんマニュアル
2008年10月4日から10月25日まで『A&G 超RADIO SHOW〜アニスパ!〜』内で放送された箱番組。番組開始に先駆け、番組の紹介と宣伝を兼ねて放送された。超ラジ!Girlsからの『アニスパ!』箱番組は、同年8月に放送された『豊崎愛生の超ラジ!Girls 夏のあきまつり』以来1か月ぶり通算6番目。